# Depolaryzator
Depolaryzator (substancja elektroaktywna) – substancja chemiczna obecna w roztworze elektrolitu, która ulegając procesom utleniania bądź redukcji na powierzchni elektrody, przeciwdziała jej polaryzacji, tj. powoduje zmiany potencjału elektrody w kierunku potencjału równowagowego. Pojęcie depolaryzator jest też często używane w sensie ogólniejszym, jako określenie substancji dodawanej do elektrolitu w celu zapobiegania wszelkim niepożądanym reakcjom elektrodowym.
W literaturze, zwłaszcza starszej, pojęcie depolaryzator oznaczać może substancję dodawaną do materiału elektrodowego ogniw galwanicznych w celu zapobiegania nadmiernej polaryzacji elektrod w czasie pobierania prądu z ogniwa. W wyniku polaryzacji elektrod na ich powierzchni mogą wydzielać się gazy, które blokując powierzchnię czynną elektrody, powodują spadek wydajności prądowej ogniwa. W zależności od konstrukcji ogniwa depolaryzator stanowi domieszkę do materiału samej elektrody lub jest umieszczany w bezpośrednim jej sąsiedztwie. Depolaryzatorami katodowymi są zazwyczaj silne środki utleniające (np. dwutlenek manganu, kwas azotowy, kwas chromowy), czasem używa się również depolaryzatorów anodowych w charakterze których stosowane są silne reduktory.
Zgodnie z zaleceniami IUPAC, nazwa depolaryzator jest przestarzała i zaleca się stosować określenie „substancja elektroaktywna”.